# 주포르투갈 대한민국 대사관
주포르투갈 대한민국 대사관(포르투갈어: Embaixada da República da Coreia em Portugal)은 1975년 포르투갈 리스본에 개설된 대한민국 외교부 소속의 대사관이다.

## 역사
대한민국은 1961년 4월 15일 포르투갈과 외교 관계를 수립했으며, 1975년 6월 주포르투갈 대한민국 대사관, 1988년 8월 주한 포르투갈 대사관을 개설하였다. 포르투갈은 조선민주주의인민공화국과 1975년 2월 외교 관계를 수립한 남북한 동시 수교국이지만, 1978년 6월 주포르투갈 조선민주주의인민공화국 대사관을 개설하였으나 1995년 3월 폐쇄하였다(주스웨덴 조선민주주의인민공화국 대사관이 겸임). 1993년 10월 마리우 소아르스 대통령이 방한해 사상 최초의 양국 정상회담을 가진 이후 대한민국과의 정치, 경제 협력을 강화하고 있다.
양국은 1977년 무역 협정 체결을 시작으로, 1979년 9월 일반 사증 면제 협정, 1985년 1월 경제, 산업 기술 협력 협정, 1990년 11월 문화 협정, 1996년 8월 투자 보장 협정, 1997년 11월 이중과세 방지 협정 등을 체결했다. 포르투갈은 1986년 유럽 연합 가입 이래 10여 년 간 유럽 국가 중 가장 높은 경제 성장률을 기록하고 있다. 대한민국의 전기, 전자제품과 자동차를 대거 수입하는 등 교역 규모도 급증하는 추세다.

## 역대 대사
- 심윤조
- 조영무

## 같이 보기
- 주한 포르투갈 대사관
- 대한민국의 재외공관 목록
- 포르투갈 주재 외국공관 목록
- 대한민국-포르투갈 관계